# UK Decay
UK Decay — британская рок-группа, образованная в 1979 году в Лутоне, Англия, участниками незадолго до этого распавшихся The Resistors и исполнявшая трэш и панк, с элементами театрального шоу, классических влияний (которым был подвержен фронтмен Аббо) и шок-рока. UK Decay просуществовали три года, выпустив два студийных альбома, но успели стать (согласно Trouser Press) «…важным звеном, соединившим группы art-gloom лагеря — Bauhaus, PiL, Theatre of Hate и Killing Joke — с анархо-панком (Crass, Rudimentary Peni, Flux of Pink Indians)».
После распада группы вокалист Abbo с двумя другими участниками UK Decay образовал группу SlaveDrive (в дальнейшем — Furyo), а гитарист Spon собрал In Excelsis вместе с музыкантами из Ritual.
В 2007 году реформированные UK Decay провели гастроли и выступили на нескольких рок-фестивалях.

## Дискография

### Альбомы
- For Madmen Only — 1981 (Fresh Records Fresh LP5)
- A Night for Celebration — 1983 (UK Decay Records DK6)
- Nights for Celebration — 2005 (UK Decay Records CD)
- Death, So Fatal — 2006 (Yak Records DKCD1)
- New hope for the dead - 2013 (Rainbow City)

### Синглы
- The Split Single — 1979 (Plastic Records Plas 001)
- The Black 45 — 1980 (Plastic Records Plas 002)
- For My Country — 1980 (Fresh Records 7вЂќ Fresh 12)
- Unexpected Guest — 1981 (Fresh Records 7вЂќ Fresh 26)
- Sexual — 1981 (Fresh Records 7вЂќ Fresh 33)
- Rising from the Dead — 1982 (Corpus Christi Records Christ ITS 1)